# Martina Valcepina
Martina Valcepina (Sondalo, 4 juni 1992) is een Italiaans shorttrackster. 

## Biografie
Valcepina vertegenwoordigde Italië op de Olympische Winterspelen van 2014, 2018 en 2022. Ze won tijdens alle Spelen medailles met de aflossingsploegen, met de vrouwelijke ploeg brons in 2014 en zilver vier jaar later. Samen met haar gemengde aflossingsploeg won ze de zilveren medaille tijdens de Olympische Winterspelen van 2022 op het nieuwe onderdeel de 2000 meter gemengde aflossing.
Valcepina won een bronzen medaille in het eindklassement van het wereldkampioenschap junioren in 2011 en een bronzen medaille in het wereldkampioenschap voor teams in 2010. Ook deed ze mee aan de individuele wereldkampioenschappen, maar was het wachten tot 2021 voor een eerste medaille: brons bij de aflossing. Op de Europese kampioenschappen won ze viermaal goud, vijfmaal zilver en vier bronzen medailles.
Martina is de zus van shorttrackster Arianna Valcepina.